# Aselefech Mergia
Aselefech Mergia (née le 23 janvier 1985) est une athlète éthiopienne, spécialiste du marathon.

## Carrière
En 2009, elle remporte la médaille de bronze aux Championnats du monde à Berlin, en 2 h 25 min 32 s, derrière la Chinoise Bai Xue et la Japonaise Yoshimi Ozaki. Son meilleur temps est de 2 h 22 min 38 s, obtenu à Londres en Avril 2010. 

## Palmarès
- 2e du Marathon de Paris 2009 en 2 h 25 min 02 s
- 3e du Marathon de Londres 2010 en 2 h 22 min 38 s

### Championnats du monde d'athlétisme
- Championnats du monde d'athlétisme de 2009 à Berlin,  Allemagne
  -  Médaille de bronze du marathon en 2 h 25 min 32 s